# C (revista)
C foi uma revista de computador finlandesa publicada bimestralmente entre 1987 e 1992. Fundada como uma derivação da revista MikroBitti, ela pertencia ao grupo Sanoma e se tornou a primeira revista nacional a privilegiar uma única família de computadores.  Originalmente, as reportagens eram específicas para Commodore 64 (em algumas ocasiões, ela também cobria o Commodore 128) e Amiga. Este último, com o passar dos anos, transformou-se no foco principal devido à obsolescência do Commodore. Conforme o Amiga também se tornava obsoleto, as publicações da C foram interrompidas em 1992 e, mais tarde, renomeada para Pelit.